# Friedrich Hexmann
Friedrich Hexmann, Deckname Franz Walter, (* 27. April 1900 in Brünn, Österreich-Ungarn; † 18. Mai 1991) war ein österreichischer Politiker (KPÖ).

## Leben und Tätigkeit
Als Jugendlicher schloss Hexmann sich während des Ersten Weltkriegs der Gruppe der sogenannten Linksradikalen um Franz Koritschoner an. 1918 beteiligte Hexmann sich am sogenannten Jännerstreik, einer umfassenden Streikaktion, die sich gegen die Kriegspolitik der damaligen österreichischen Staatsführung richtete. Am 3. November desselben Jahres beteiligte er sich an der Gründung der KPÖ.
1919 wurde Hexmann Sekretär des Kommunistischen Jugendverbandes. In den 1920er Jahren war er als Parteiredner aktiv. Zudem war er Mitglied des Politbüros.
Im Dezember 1934 wurde Hexmann wegen seiner politischen Betätigung verhaftet. Er wurde zu sechs Monaten Polizeihaft und 12 Monaten Gerichtshaft verurteilt und dann auf unbestimmte Zeit ins Anhaltelager Wöllersdorf verwiesen. Ein für den 25. Januar 1937 geplanter Befreiungsversuch durch Gesinnungsgenossen misslang, da einige Beteiligte kurz vor Anlauf der Aktion selbst verhaftet wurden.
Nach dem Anschluss Österreichs an den NS-Staat im März 1938 floh Hexmann ins Exil in die Sowjetunion, wo er bis 1945 verblieb. Während des Zweiten Weltkriegs hielt er Vorträge vor deutschen Gefangenen in sowjetischen Kriegsgefangenenlagern. Seit November 1944 redigierte er die Mitteilungen des ABÖK, eine vom Antifaschistischen Büro österreichischer Kriegsgefangener herausgegebene Zeitung für österreichische Kriegsgefangene in der Sowjetunion.
Von den nationalsozialistischen Polizeiorganen wurde Hexmann derweil als Staatsfeind eingestuft: Im Frühjahr 1940 setzte das Reichssicherheitshauptamt in Berlin ihn auf die Sonderfahndungsliste G.B., ein Verzeichnis von Personen, die im Falle einer erfolgreichen deutschen Invasion Großbritanniens durch die Sonderkommandos der SS-Einsatzgruppen mit besonderer Priorität ausfindig gemacht und verhaftet werden sollten.
1947 wurde Hexmann Vertreter der KPÖ bei der KPdSU in Moskau. In diesem Zusammenhang organisierte er u. a. die Repatriierung der zu diesem Zeitpunkt noch in der Sowjetunion befindlichen aus Österreich stammenden Kriegsgefangenen des Zweiten Weltkriegs.
1948 ließ Hexmann sich in Wien nieder. Dort war er Parteifunktionär im Politbüro und Mitglied im Zentralkomitee der KPÖ.